# کامه‌اوکا ۵۴۳۵
سیارک ۵۴۳۵ (به انگلیسی: 5435 Kameoka، نامگذاری:1990BS1) پنج هزار و چهارصد و سی و پنجمین سیارک کشف شده‌است که در ۲۱ ژانویه ۱۹۹۰ کشف شد.
قدر مطلق سیارک برابر ۱۱٫۴۰ است.